# Neseis whitei
Neseis whitei är en insektsart som först beskrevs av Blackburn 1888.  Neseis whitei ingår i släktet Neseis och familjen fröskinnbaggar.

## Underarter
Arten delas in i följande underarter:
- N. w. brachypterus
- N. w. whitei